# منظمة أمريكا اللاتينية للطاقة
منظمة أمريكا اللاتينية للطاقة أو المنظمة الأمريكية اللاتينية للطاقة هي منظمة دول أمريكا اللاتينية مقرها في كيتو ومخلوقة في 2 نوفمبر 1973. أهدافها أمن الطاقة وتعاون فيها في المنطقة. أعضاؤها: الأرجنتين وبوليفيا والبرازيل وتشيلي وكولومبيا والإكوادور وباراغواي وبيرو وأوروغواي وفنزويلا وبربادوس وكوبا وغرينادا وغيانا وهايتي وجامايكا والجمهورية الدومينيكية وسورينام وترينيداد وتوباغو وبليز وكوستاريكا والسلفادور وغواتيمالا وهندوراس والمكسيك ونيكاراغوا وبنما. الجزائر العضو الوحيد مع وضع خاص.